# Ivo Pranjković
Ivo Pranjković (Kotor Varoš, BiH, 17. kolovoza 1947.), hrvatski jezikoslovac.

## Životopis
Nakon završene Franjevačke klasične gimnazije u Visokom upisao je studij kroatistike na Filozofskom fakultetu Sveučilišta u Zagrebu. Godine 1974. postaje članom Odsjeka za kroatistiku. Redovni je profesor na Katedri za hrvatski standardni jezik. Učeni jezikoslovac i filolog širokoga spektra interesa, Pranjković se istaknuo na više jezikoslovnih polja. Njegove sintaktičke studije «Hrvatska skladnja», 1993., «Druga hrvatska skladnja», 2001., te «Gramatika hrvatskoga jezika», 2006., (koju je objavio u suautorstvu s Josipom Silićem) tvore neke od najvrjednijih prinosa modernoj hrvatskoj sintaksi. Uz sintaksu, područja Pranjkovićeva rada su i opća lingvistika («Lingvistički komentari», 1997.), povijest hrvatske filologije 19. i početka 20. stoljeća (studije «August Musić», 1989., «Adolfo Veber Tkalčević», 1993.), te posebice jezična i jezikoslovna baština bosanskohercegovačkih franjevaca. O posljednjoj je temi objelodanio niz važnih studija u zbornicima, te prijelomno djelo «Hrvatski jezik i franjevci Bosne Srebrene», 2000. Pranjković je osvijetlio to, za razvitak i standardizaciju hrvatskoga jezika izuzetno važno, a do sada uvelike zanemarivano područje. Uz teorijskolingvistička i povijesnojezikoslovna polja, Pranjković je, kao i njegova nemeza Stjepan Babić, posvetio dosta energije polemikama i jezikoslovnima komentarima u tisku. Plod toga je sabran u nekoliko knjiga, među kojima se se ističu «Kronika hrvatskoga jezikoslovlja», 1993. i «Jezikoslovna sporenja», 1997. Pranjković je ukrstio polemički mač valjda sa svim hrvatskim jezikoslovcima starijega naraštaja, a s Babićem se složio praktički jedino u averziji prema amaterskom jezičnom nadričistunstvu i u okršajima s velikosrpski nastrojenim jezikoslovcima. Ovaj je svestrano obrazovani jezikoslovac dao i važne doprinose stilistici, o čem svjedoči i knjiga «Jezik i beletristika», 2003. Široj javnosti prepoznatljiv ponajviše kao polemičar, Ivo je Pranjković moderan jezikoslovac, autor niza važnih i utjecajnih djela s područja sintakse, povijesti hrvatske filologije i jezične baštine franjevaca redodržave Bosne Srebrene.
Bio je član Vijeća za normu hrvatskoga standardnog jezika, stručnog tijela RH za skrb o hrvatskom standardnom jeziku, do raspuštanja Vijeća 8. svibnja 2012. odlukom ministra Jovanovića. 
Član je Upravnog vijeća Instituta za hrvatski jezik i jezikoslovlje.